# Беранек, Лео
Лео Лерой Беранек (15 сентября 1914 — 10 октября 2016) — американский эксперт по акустике, профессор MIT, основатель и президент Bolt, Beranek and Newman. Автор книги «Акустика», считающейся классическим учебником в этой области. 
Известен также как эксперт в проектировании и оценке концертных залов и оперных театров; результаты своих исследований в этой области изложил в монографии «Музыка, акустика и архитектура».

## Карьера
Во врмя Второй мировой войны, Беранек управлял электро-аккустической лабораторией Гарварда, где разрабатывались системы связи и шумоподавления для военных самолётов, а также другие военные технологии. В это время он построил первую  безэховую камеру — помещение для изучения звуковых эффектов, в котором не возникает эхо. Впоследствии это вдохновило Джона Кейджа на создание философии тишины.
В 1945 году Беранек начал сотрудничать с небольшой компанией Тише-Фон, которая производила насадку на телефонную трубку, которая не давала окружающим услышать разговор. Хотя Тише-Фон существовал с 1920-х годов, Беранек использовал свои познания в акустике для разработки улучшенной версии устройства. Телефонная компания AT&T начала угрожать отключением от телефонной сети тем пользователям, кто использовал это устройство. В то время, компания AT&T была монополией на рынке связи США и абоненты не владели телефонными аппаратами, а брали их в аренду у компании. Беранек отстаивал право на использование этого устройства. В результате судебное дело «Тише-Фон против США» закончилось победой Тише-Фона. Установив, что AT&T не имеет права ограничивать использование этого устройства, суды создали прецедент, который в конечном итоге приведет к распаду монополии AT&T.